# Ljubtja (distrikt)
Ljubtja (bulgariska: Любча) är ett distrikt i Bulgarien.   Det ligger i kommunen Obsjtina Dospat och regionen Smoljan, i den sydvästra delen av landet, 140 km sydost om huvudstaden Sofia.
I omgivningarna runt Ljubtja växer i huvudsak blandskog. Runt Ljubtja är det ganska glesbefolkat, med 35 invånare per kvadratkilometer.